# Africalpe nubifera
Africalpe nubifera là một loài bướm đêm thuộc họ Noctuidae. Nó được tìm thấy ở Ấn Độ.